# Axis: Bold as Love
Axis: Bold as Love – drugi album studyjny zespołu The Jimi Hendrix Experience, wydany 1 grudnia 1967 roku w Wielkiej Brytanii, a w USA 15 stycznia 1968. Album był dopełnieniem kontraktu z wytwórnią, dla której zespół miał nagrać dwa albumy w 1967 roku. Tuż przed ukończeniem albumu Hendrix przez przypadek zostawił w taksówce taśmy z ukończonymi utworami strony A, przez co musiał je na nowo szybko zmiksować. Zagubionych taśm nigdy nie odnaleziono.
W 2003 roku album został sklasyfikowany na 82. miejscu listy 500 albumów wszech czasów magazynu Rolling Stone.

## Lista utworów
Autorem wszystkich utworów, chyba że zaznaczono inaczej jest Jimi Hendrix.
| Strona A | Strona A               | Strona A |
| Nr       | Tytuł utworu           | Długość  |
| -------- | ---------------------- | -------- |
| 1.       | „EXP”                  | 1:55     |
| 2.       | „Up from the Skies”    | 2:55     |
| 3.       | „Spanish Castle Magic” | 3:00     |
| 4.       | „Wait Until Tomorrow”  | 3:00     |
| 5.       | „Ain't No Telling”     | 1:46     |
| 6.       | „Little Wing”          | 2:24     |
| 7.       | „If 6 Was 9”           | 5:32     |
|          |                        | 20:32    |

| Strona B | Strona B                  | Strona B |
| Nr       | Tytuł utworu              | Długość  |
| -------- | ------------------------- | -------- |
| 1.       | „You Got Me Floatin'”     | 2:45     |
| 2.       | „Castles Made of Sand”    | 2:46     |
| 3.       | „She's So Fine” (Redding) | 2:37     |
| 4.       | „One Rainy Wish”          | 3:40     |
| 5.       | „Little Miss Lover”       | 2:20     |
| 6.       | „Bold as Love”            | 4:11     |
|          |                           | 18:19    |

## Twórcy
- Jimi Hendrix – śpiew, gitara
- Mitch Mitchell – perkusja
- Noel Redding – gitara basowa

## Źródła
- Jim Fahey, Axis: Bold as Love, wyd. CD, książeczka, MCA Records, Experience Hendrix, 1997 (ang.). Brak numerów stron w książce